# Atletismo nos Jogos Pan-Americanos de 2019 - Salto em distância feminino
A competição do salto em distância feminino foi um dos eventos do atletismo nos Jogos Pan-Americanos de 2019, em Lima, no Peru. A prova foi realizada no dia 6 de agosto.

## Calendário
Horário local (UTC-5).
| Data        | Horário | Fase  |
| ----------- | ------- | ----- |
| 6 de agosto | 17:30   | Final |

## Medalhistas
| Ouro   | IVB Chantel Malone    |
| Prata  | USA Keturah Orji      |
| Bronze | JAM Tissanna Hickling |

## Recordes
Recordes mundial e pan-americano antes da disputa dos Jogos Pan-Americanos de 2019.
| Tipo                             | Atleta               | Marca  | Local        | Data                 |
| -------------------------------- | -------------------- | ------ | ------------ | -------------------- |
|                                  | Galina Chistyakova   | 7,52 m | Leningrado   | 11 de junho de 1988  |
| Recorde dos Jogos Pan-Americanos | Jackie Joyner-Kersee | 7,45 m | Indianápolis | 13 de agosto de 1987 |

## Resultado final
Os resultados foram os seguintes:  
| Posição           | Atleta            | Nacionalidade                | #1   | #2   | #3   | #4   | #5   | #6   | Resultado | Notas |
| ----------------- | ----------------- | ---------------------------- | ---- | ---- | ---- | ---- | ---- | ---- | --------- | ----- |
| Medalha de ouro   | Chantel Malone    | IVB Ilhas Virgens Britânicas | 6.68 | 6.60 | 6.52 | x    | 6.52 | x    | 6.68      | -0.3  |
| Medalha de prata  | Keturah Orji      | USA Estados Unidos           | 6.30 | 6.50 | 6.51 | 6.66 | 6.45 | x    | 6.66      | +0.4  |
| Medalha de bronze | Tissanna Hickling | JAM Jamaica                  | 6.59 | 6.18 | 6.21 | 6.28 | 6.50 | 6.42 | 6.59      | +0.4  |
| 4                 | Nathalee Aranda   | PAN Panamá                   | 6.55 | 6.24 | x    | 6.35 | 6.26 | 6.18 | 6.55      | +0.1  |
| 5                 | Caterine Ibarguen | COL Colômbia                 | 6.24 | 6.54 | 6.46 | 6.51 | 6.41 | 6.39 | 6.54      | +0.9  |
| 6                 | Adriana Rodríguez | CUB Cuba                     | x    | 6.22 | 6.34 | 6.17 | 6.32 | 6.49 | 6.49      | +0.3  |
| 7                 | Chanice Porter    | JAM Jamaica                  | 6.31 | 6.38 | x    | 6.44 | 6.34 | 6.41 | 6.44      | +0.6  |
| 8                 | Aliyah Whisby     | USA Estados Unidos           | 6.11 | 6.36 | 2.99 | 3.69 | 6.11 | –    | 6.36      | +0.5  |
| 9                 | Paola Mautino     | PER Peru                     | 6.02 | 5.85 | 6.30 |      |      |      | 6.30      | +0.5  |
| 10                | Eliane Martins    | BRA Brasil                   | 6.10 | x    | 6.19 |      |      |      | 6.19      | +0.1  |
| 11                | Yuliana Angulo    | ECU Equador                  | 6.18 | 6.07 | 6.18 |      |      |      | 6.18      | +0.8  |
| 12                | Aries Sánchez     | VEN Venezuela                | 6.15 | 6.13 | 6.12 |      |      |      | 6.15      | +1.3  |
| 13                | Macarena Reyes    | CHI Chile                    | 6.14 | x    | 6.10 |      |      |      | 6.14      | +0.6  |
| 14                | Christabel Nettey | CAN Canadá                   | 5.96 | 5.84 | 5.87 |      |      |      | 5.96      | -0.4  |

Legenda
| Recorde mundial                  | Recorde mundial (World record)               |                       | Recorde africano                      | Recorde africano (African) |                                           | Q | Classificado por posição (Qualified) |
| Recorde dos Jogos Pan-Americanos | Recorde pan-americano (Pan-American record)  | Recorde da América    | Recorde da América (Americas)         | q                          | Classificado por melhor tempo (Qualified) |   |                                      |
| Melhor marca do ano              | Melhor marca do ano (World leading)          | Recorde asiático      | Recorde asiático (Asian)              | DNS                        | Não largou (Did not start)                |   |                                      |
| Recorde nacional                 | Recorde nacional (National record)           | Recorde europeu       | Recorde europeu (European)            | DNF                        | Não terminou (Did not finish)             |   |                                      |
| Recorde pessoal                  | Recorde pessoal do atleta (Personal best)    | Recorde da Oceania    | Recorde da Oceania (Oceania)          | DSQ / DQ                   | Desclassificado (Disqualified)            |   |                                      |
| Recorde da temporada             | Recorde da temporada do atleta (Season best) | Recorde sul-americano | Recorde sul-americano (South America) | NM                         | Sem marca (No mark)                       |   |                                      |